# Foëcy
Foëcy – miejscowość i gmina we Francji, w Regionie Centralnym, w departamencie Cher.
Według danych na rok 1990 gminę zamieszkiwały 2083 osoby, a gęstość zaludnienia wynosiła 129 osób/km² (wśród 1842 gmin Regionu Centralnego Foëcy plasuje się na 180. miejscu pod względem liczby ludności, natomiast pod względem powierzchni na miejscu 828.).